# 誰も教えてくれなかったこと
『誰も教えてくれなかったこと』（だれもおしえてくれなかったこと）は2009年9月30日にリリースされた、シンガーソングライター石川智晶の3枚目のアルバム。

## 解説
前作から約2年ぶりにリリースされた通算3枚目のアルバム。
タイトルの「誰も教えてくれなかったこと」とは、先行してリリースされたマキシシングル『First Pain』のカップリング曲から取られている。
アルバム新曲のレコーディングは主にアイルランドで行われ、ジャケット写真やPVも現地で撮影された。初回限定スペシャルパッケージ仕様。

## 収録曲
- （全曲）作詞・作曲：石川智晶、編曲：西田マサラ

1. Prototype 〜Album version
6thシングル
テレビアニメ『機動戦士ガンダム00』セカンドシーズン 前期エンディングテーマ
イントロにピアノソロが追加され、全体的な再アレンジが加えられている。
2. 砂の上のドルフィン
「1/2」カップリング曲
3. squall
「Prototype」カップリング曲
テレビアニメ『機動戦士ガンダム00』イメージソング
4. クラウディ
5. 落涙
テレビアニメ『戦国BASARA』挿入歌
6. Shylpeed 〜シルフィード〜
7. 49scale
8. First Pain
7thシングル
テレビアニメ『エレメントハンター』オープニングテーマ
9. Blue Velvet
10. 誰も教えてくれなかったこと
「First Pain」カップリング曲
11. 太陽
テレビアニメ『機動戦士ガンダム00』で吉野裕行と吉野が演じるアレルヤ・ハプティズムにダイアローグした楽曲のセルフカバー。
12. 1/2（はんぶん）
5thシングル
テレビアニメ『逮捕しちゃうぞ フルスロットル』エンディングテーマ